# Records in Contexts

Records in Contexts, ou RiC, est un projet de nouvelle norme de description archivistique se basant sur un modèle conceptuel de celle-ci, publiée et mise en consultation en 2016 par le Conseil international des archives.

## Historique
Après avoir élaboré une série de normes depuis 1989, le Comité des normes et bonnes pratiques (CBPS) du Conseil international des archives avait décidé, en 2008, d’élaborer un recueil de ces normes qui devait comprendre des ajouts (comme une zone commune pour le contrôle des descriptions archivistiques) ainsi qu’une description des relations entre les différents types d’entités archivistiques. Ces travaux débouchèrent sur une série de recommandations présentées au congrès de Brisbane en 2012, dont la principale fut celle d'élaborer un modèle conceptuel couvrant l'ensemble des informations concernées par les normes en vigueur.
Le Conseil international des archives mis donc en place, fin 2012, un groupe d'experts sur la description des documents d'archives (EGAD) avec pour mission d'élaborer une « norme descriptive complète qui réconcilie et intègre les quatre normes existantes ». Il lui est demandé par ailleurs de s'appuyer pour cela sur « les méthodes de « modélisation conceptuelle » ». Dès sa première réunion à Bruxelles en 2013, Le groupe d'experts prévoit de produire deux livrables : une ontologie de haut niveau et le modèle conceptuel d’archives.
Une version pour consultation du modèle conceptuel est publiée fin août 2016. Une présentation en est donnée au Congrès international du CIA à Séoul, quelques jours plus tard, le 8 septembre dont les diaporamas présentent entre autres l'ontologie en elle-même.
Florence Clavaud présente les principaux résultats du groupe de travail depuis la version 0.1 du RiC-CM lors de la journée d'étude « Linking The Past » donné à la Bibliothèque royale de Belgique le 22 novembre 2019. Les publications de RiC-CM (v.02) preview et RiC-O (v0.1) sont annoncées pour le 10 décembre suivant, celle de RIC-CM (v0.2) en entier en février 2020 puis les versions stables des deux spécifications en novembre 2020.
En novembre 2023, une journée d'étude est organisée par les Archives nationales de France pour présenter les premières implémentations de la norme.

### Choix techniques
Le choix d'élaborer une ontologie est précisé dans un article très complet paru en 2013 en anglais (dont il existe une traduction française). Les experts y déclarent que les deux technologies informatiques qui ont dominé les sciences de l'information depuis les années 1980, à savoir SQL (bases de données) et SGML/XML (langages de balisage) n'ont jamais pu bien répondre complètement aux attentes de la description archivistique et ils proposent d'en changer en choisissant le modèle RDF publié en 1999. Le choix revendiqué est celui d'un modèle conceptuel reposant sur les technologies sémantiques et qui adhère à la vision du web sémantique. Cette vision repose sur la mise à disposition des données sur le web sous licence libre et dans des formats lisibles par les machines. On parle alors de données ouvertes liées (Linked Open Data ou LOD).

### Modèles conceptuels existants
Au moment de se lancer dans la formalisation du « modèle conceptuel archivistique international », le groupe d'experts a fait un tour d'horizon des projets parallèles existants déjà.

#### Bibliothèques et musées
Ils mentionnent en premier lieu, les travaux précurseurs dans le domaine des bibliothèques et des musées :
- les spécifications fonctionnelles des notices bibliographiques (FRBR) sont un modèle conceptuel pour la description bibliographique établi par la Fédération internationale des associations de bibliothécaires et des bibliothèques (IFLA) et publié en 1998 ;
- le CIDOC Conceptual Reference Model (CIDOC CRM) est un modèle conceptuel pour la description des objets muséaux développé par le Comité international pour la documentation (CIDOC) du Conseil international des musées ([ICOM), publié en 2006 par l'ISO ;
- le FRBRoo (en) est une tentative, datant de 2006 également, de fusionner les deux modèles précédents sous forme d'une extension du CRM adaptant le modèle entité-relation FRBR dans le CRM orienté objet.

#### Archives
Face aux propositions d'intégrer les besoins des archivistes au sein de FRBRoo, le groupe d'experts a privilégié le fait de développer en premier lieu « un modèle conceptuel qui réponde d'abord et avant tout aux principes et aux besoins des archivistes », et qu'une fois celui-ci élaboré, il sera plus aisé de collaborer en vue d'un modèle commun.
Le groupe d'experts mentionne aussi les modèles conceptuels de description archivistiques déjà existants au moment du démarrage de leurs travaux.
En particulier, les deux modèles conceptuels contenus dans les normes qui se fondent sur les révisions approfondies de la norme australienne de métadonnées de la gestion des documents des agences du Commonwealth, version 1.0 ou Recordkeeping Metadata Standard for Commonwealth Agencies Version 1.0 publiée en 1999, à savoir :
- la norme australienne intitulée Australian Government Recordkeeping Metadata Standard Version 2.0 (AGRkMS) publiée en 2008 ;
- la norme de Nouvelle-Zélande intitulée Technical Specifications for the Electronic Recordkeeping Metadata Standard Version 1.0 publiée en 2008.

Ils relèvent enfin d'autres initiatives nationales :
- le modèle conceptuel espagnol intitulé Modelo conceptuel deDescripción Archivistica y Requisitos de Infos Básicos de las Descripciones de Documentos de Archivo, Agentes y Funciones publié en 2012 par la Comisión de Normas Españolas de Descripción Archivistica (CNEDA) ;
- la modèle finlandais intitulé Finnish Conceptual Model for Archival, description publié en 2013 (version 0.1).

Et des modèles plus techniques comme :
- la modèle conceptuel utilisé pour le développement du logiciel de description archivistique ICA-AtoM[12] ;
- celui développé au sein du projet LOCAH au Royaume-Uni[12].

#### Entités
À l'opposé du modèle traditionnel de la description archivistique, qui se base sur une « entité unique » (le fonds), les différents travaux de conceptualisation récents penchent pour une orientation « multi-entité » qui « sépare et relie les uns aux autres les grandes entités qui formait l'entité unique ».
Les types d'entités évoqués par ces travaux sont :
- archives ;
- agent ;
- fonction ;
- mandat ;
- concept, objet ou événement ;
- lieu ;
- ressource d'information ;
- événement du cycle de vie ;
- événement temporel ;
- sujet ;
- auxquels s'ajoutent parfois, exprimées en termes d'entités elles-mêmes, les relations toujours présentent entre les entités.

Aucune proposition ne les retient toutes et leurs définitions doivent être examinées à chaque fois.

## Contenu

### Objectifs
Le modèle conceptuel a pour buts de :
1. Mieux adapter les normes de description à la gestion des dossiers électroniques, tout en garantissant qu'il puisse être utilisé pour les documents sur support analogique[14] ;
2. Augmenter l’interopérabilité des descriptions archivistiques publiées sur le web.

### Moyens
Le modèle souhaite atteindre ces objectifs en utilisant les moyens suivants :
1. Réunir les normes descriptives existantes[15], à savoir :
  - la norme générale et internationale de description archivistique (ISAD (G)),
  - la norme internationale sur les notices d'autorité archivistiques relatives aux collectivités, aux personnes et aux familles (ISAAR(CPF)),
  - la norme internationale pour la description des fonctions (ISDF),
  - la norme internationale pour la description des institutions conservant des archives (ISDIAH) ;
2. Utiliser les principes du web sémantique pour définir les principales unités du modèle et comment elles interagissent au sein d'une description archivistique.

### Résultats
RiC permettrait la description de documents d'archives au sein de relations complexes les uns avec les autres ainsi qu'avec leurs créateurs, leurs détenteurs, et les sujets dont ils traitent. Les groupes, les individus et les organisations sont appelés « agents ». Grâce à ces relations, RiC vise à fournir une plus riche description contextualisée que la structure hiérarchique de la norme ISAD(G).

## Critiques
Le modèle conceptuel a été soumis à consultation en 2016. Parmi les réponses, certaines témoignent d'une incertitude quant à la façon dont il devrait être appliquée dans la pratique.
L'Archives and Records Association de Grande-Bretagne et d'Irlande a émis des doutes sur la façon dont le modèle conceptuel pourra être interprété par la profession, et sur la façon de l'utiliser et d'en bénéficier dans l'avenir.
Luciana Duranti (en) au nom de l'InterPAREs Trust (en) suggère, entre autres, qu'un processus participatif plus large de développement du modèle soit adopté étant donné le potentiel international de l'application du modèle, eu égard à la sous-représentation de l'Afrique et de l'Asie (point reconnu par l'EGAD dans leur introduction à la RiC-CM). Elle s'interroge également sur l'opportunité d'intégrer l'ensemble des normes descriptives actuelles du CIA sans avoir au préalable évalué leur degré de mises en œuvre effective à l'échelle mondiale.

## Propositions d'autres provenances
Avant que l'EGAD ne publie une première version de l'ontologie officielle OWL appelé RiC-O en décembre 2019, il a existé des propositions d'ontologie s'inspirant du modèle conceptuel de RiC. On peut lister les suivantes :
- Records in Contexts Ontology a été présenté en 2017 dans le cadre d'un article par Juan-Antonio Pastor-Sánchez de l'université de Murcie en Espagne[19]. Sa formalisation est accessible en ligne[20] ;
- Matterhorn RDF Data Model a été présenté en octobre 2017 au Forum des archivistes genevois (Suisse) par Alain Dubois (Archives de l'État du Valais) et Tobias Wildi (docuteam)[21] et en novembre de la même année à la conférence annuelle du Conseil international des archives qui s'est tenue à Mexico[22].

## Mises en oeuvre
Depuis les premières publications officielles du modèle conceptuel (RiC-CM) et de l'ontologie (RiC-O), plusieurs institutions ont fait le choix de mettre en oeuvre ces recommandations. Parmi elles, on peut citer:
- Memoriav, l'association pour la sauvegarde du patrimoine audiovisuel suisse, pour son portail en ligne de valorisation Memobase publié en 2021[23].
- La Fondation SAPA, Archives suisses des arts de la scène, pour son portail en ligne des collections publié en 2021[24].
- Archives cantonales de Zurich, «Données de mariage à Zurich du 16e au 18e siècle», publiées sur le portail LINDAS[25].

### Documents de référence

#### RiC-FAD
- (en) Experts Group on Archival Description, Records in Contexts : Foundations of Archival Description (Rapport), Paris, Conseil international des archives, décembre 2023, version 1.0 éd., 8 p. (présentation en ligne, lire en ligne).

#### RiC-CM
- (en) Experts Group on Archival Description, Records in Contexts : A Conceptual Model for Archivall Description (Rapport), Paris, Conseil international des archives, septembre 2016, draft v0.1 éd., 116 p. (présentation en ligne, lire en ligne).
- (en) Experts Group on Archival Description, Records in Contexts : A Conceptual Model for Archival Description (Rapport), Paris, Conseil international des archives, décembre 2019, Consultation Draft (preview) v0.2 éd., 97 p. (présentation en ligne, lire en ligne).
- (en) Experts Group on Archival Description, Records in Contexts : Conceptual Model (Rapport), Paris, Conseil international des archives, novembre 2023, version 1.0 éd., 136 p. (présentation en ligne, lire en ligne).

#### RiC-O
- (en) Experts Group on Archival Description, « Records in Contexts - Ontology », sur ica.org, 19 décembre 2019 (consulté le 3 septembre 2020).
- (en) Experts Group on Archival Description, « International Council on Archives Records in Contexts Ontology (ICA RiC-O) version 0.2 », sur ica.org, 12 février 2021 (consulté le 13 juin 2022).
- (en) Experts Group on Archival Description, « Current version of RiC-O ontology, and accompanying material », version 1.0, sur github.com, 30 décembre 2023 (consulté le 19 janvier 2024).

#### avant la publication du projet en 2016
- Nils Brübach, Robert Nahuet et Claire Sibille de Grimoüard, « Une évolution dans les pratiques descriptives - Vers un modèle conceptuel archivistique ? », arbido, no 2,‎ 2012, p. 4-9 (ISSN 1420-102X, lire en ligne [PDF], consulté le 11 avril 2018).
- Comité des normes et bonnes pratiques (CBPS), « Rapport d'étape pour la révision et l'harmonisation des normes de description de l'ICA » [PDF], sur Conseil international des archives, 4 juillet 2012 (consulté le 11 avril 2018).
- Gretchen Gueguen, Vitor Manoel Marques da Fonseca, Daniel V. Pitti et Claire Sibille de Grimoüard, « Vers un modèle conceptuel international pour la description archivistique » [« Toward an International Conceptual Model for Archival Description: A Preliminary Report from the International Council on Archives' Experts Group on Archival Description »] [PDF], sur Conseil international des archives, [2013] (consulté le 11 avril 2018).
- Myriam Pauillac, « Web des données et archives – quel intérêt ? » [html], sur Anaphore; solution numériques innovantes; archives et patrimoine, 23 novembre 2014 (consulté le 10 novembre 2022)
- Louis Colombani, « Modèle conceptuel et description archivistique ? », sur Anaphore : solutions numériques innovantes. Archives et patrimoines, 10 février 2015 (consulté le 11 avril 2018).

#### après la publication du projet en 2016
- Anouk Dunant Gonzenbach, « Records in Context, nouvelle mouture des normes de description archivistique du Conseil International des Archives. En théorie et en pratique », sur Le présent d'hier et de demain; Réflexions sur les archives et surtout l'archivistique à l'ère du numérique (blog), 2 octobre 2017 (consulté le 11 avril 2018).
- Thomas Francart, « RiC-CM, RiC-O : les Archives se dotent de leur modèle conceptuel (Records in Contexts) », sur blog.sparna.fr, 20 avril 2020 (consulté le 22 septembre 2023).
- Florence Clavaud, « Les métadonnées archivistiques en transition vers des graphes de données : 2 – point d’actualité et précisions sur Records in Contexts », sur Archives nationales, carnet de recherche (site web: Hypothèses), 8 juillet 2021 (consulté le 25 août 2022).
- (en) Tobias Wildi et Florence Clavaud, « ICA Records in Contexts-Ontology (RiC-O) : A Semantic Framework for Describing Archival Resources », Linked Archives 2021,‎ 24 novembre 2021, p. 79-92 (lire en ligne).
- Baptiste de Coulon, Déploiement de la norme Records in Contexts pour la gestion des collections de la Fondation SAPA, vol. 24, 29 février 2024 (ISSN 1661-1802, OCLC 61762295, DOI 10.55790/JOURNALS/RESSI.2024.E1511, lire en ligne).